# David (Michelangelo)
David ou Davi é uma das esculturas mais famosas do artista renascentista Michelangelo. O trabalho retrata o herói bíblico com realismo anatômico impressionante, sendo considerada uma das mais importantes obras do Renascimento. A escultura encontra-se em Florença, Itália, cidade que originalmente encomendou a obra.
A escultura possui 5,17 metros de altura e representa o herói bíblico David, um dos personagens mais frequentes na arte florentina. Originalmente encomendada como parte de uma série de outras estátuas de profetas e heróis bíblicos, David estava cotado para decorar uma das fachadas de Santa Maria del Fiore. No entanto, após sua conclusão, a escultura foi posicionada em frente ao Palazzo della Signoria, sede da governadoria de Florença, onde foi revelada ao público oficialmente em 8 de setembro de 1504. 
Por conta da natureza heroica representada, a estátua simbolizou o sentimento de liberdades civis que dominava a República de Florença. Os olhos de David, com semblante sério e cauteloso, estavam posicionados em direção a Roma. Em 1873, a escultura foi transferida para o interior da Galeria da Academia de Belas Artes enquanto a praça pública recebeu uma réplica em seu lugar.

## História

### Concepção

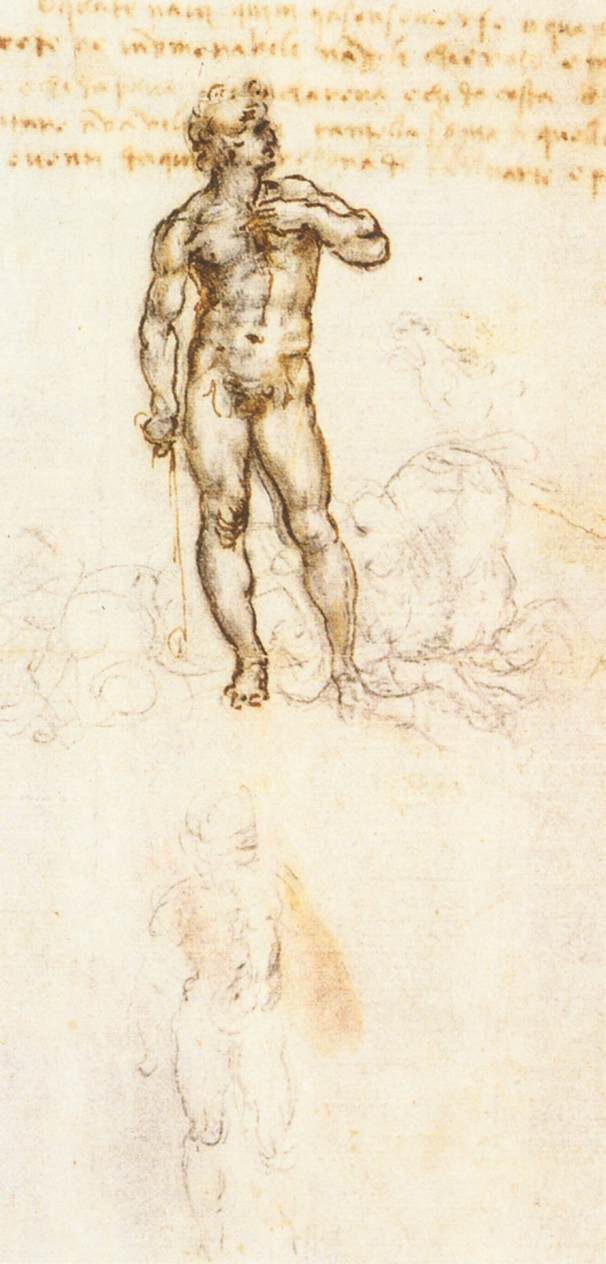
Estudo de David, de Michelangelo, por Leonardo da Vinci. (Royal Collection)

A história da obra remonta a anos antes do trabalho de Michelangelo, que lhe dedicou os anos de 1501 a 1504. Antes do envolvimento do artista no conceito da escultura, autoridades da Catedral de Santa Maria del Fiore - em sua maioria membros da Arte della Lana, uma das mais influentes guildas de Florença - planejaram uma série de esculturas de doze profetas do Antigo Testamento para decorar o contraforte da catedral. Em 1410, Donatello concebeu a primeira das estátuas: uma escultura do profeta Josué em terracota. Uma escultura de Hércules, também em terracota, foi encomendada ao escultor Agostino di Duccio em 1463 e produzida provavelmente sob a supervisão de Donatello. Dispostos a seguir com projeto, os membros da guilda encomendaram uma escultura de David a Duccio. Um bloco de mármore foi removido das pedreiras de Carrara, ao norte da Toscana. Duccio iniciou a obra modelando os pés, pernas e o tronco. Sua ligação com o projeto teve fim, por razões desconhecidas, com a morte de Donatello em 1466, sendo que mais de uma década após, Antonio Rossellino seria contratado para substituí-lo. 
O contrato de Rossellino foi suspenso tempo depois, fazendo com que o inacabado bloco de mármore fosse esquecido mais de vinte e cinco anos no ateliê da Catedral. Naturalmente, o abandono representava uma fonte de preocupação às autoridades florentinas, especialmente por conta do alto custo do material e a dificuldade no translado para a cidade. Um inventário da Catedral publicado em 1500 descrevia a peça como "uma certa figura de mármore chamada David, pobremente esculpida e inerte". Documentos de um ano mais tarde comprovam que os membros da guilda, conhecidos como Operai, estavam determinados a encontrar um artista disposto a concluir a obra e apresentá-la a cidade. Encomendaram, então, um bloco de pedra que apelidaram de O Gigante. Apesar de nomes já conceituados, como Leonardo da Vinci, terem sido cogitados, foi o jovem Michelangelo quem assumiu a tarefa de concluir a obra. Em 16 de agosto de 1501, Michelangelo assinou contrato com os Operai para conclusão da escultura. O artista deu início aos trabalhos em meados de setembro do mesmo ano, sendo que levaria mais de dois anos para concluí-la.
Michelangelo é considerado nesta obra uma espécie de inovador, pois retrata o personagem não após a batalha contra Golias (como Donatello e Verrochio antes dele fizeram), mas no momento imediatamente anterior a ela, quando David está apenas se preparando para enfrentar uma força que todos julgavam ser impossível de derrotar. Michelangelo neste trabalho usou o realismo do corpo nu e o predomínio das linhas curvas.

### Inauguração

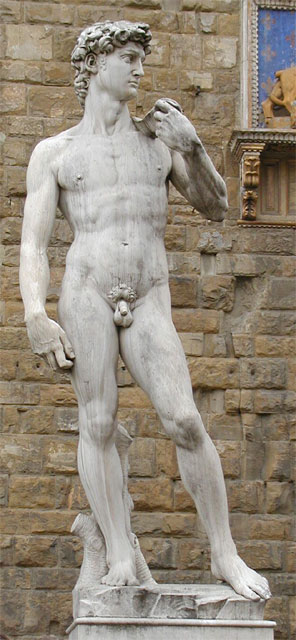
Réplica de David exposta na Piazza della Signoria desde 1910.

Em 25 de janeiro de 1504, quando a escultura já aproximava-se de sua conclusão, autoridades florentinas já estavam cientes de que erguer a imensa obra no beiral da Catedral de Santa Maria del Fiore seria um arriscado plano. Decidiram através de um comitê reunindo os mais proeminentes cidadãos florentinos (incluindo o próprio Leonardo da Vinci e Sandro Botticelli) selecionar um local mais apropriado para receber a grandiosa obra. Enquanto diversas localidades foram debatidas pelo comitê, a maioria de seus membros dividiam-se entre dois locais. Um grupo, liderado por Giuliano da Sangallo e apoiado por Piero di Cosimo, defendia que a estátua deveria ser posicionada sob a Loggia dei Lanzi por conta das imperfeições do mármore; enquanto o segundo grupo defendia que esta deveria decorar a entrada do Palazzo della Signoria. Botticelli sugeriu ainda um terceiro ponto de vista, de que a escultura devesse ser abrigada no interior da catedral. Em junho de 1504, no entanto, David foi finalmente instalado na entrada do Palazzo della Signoria, substituindo a escultura em bronze Judite e Holofernes, de Donatello. O trabalho de posicionamento da escultura durou quatro dias.

### História recente
Em 1873, a escultura David foi retirada de praça pública por questões relacionadas à danificação, e passou a ser exibida no interior da Galeria da Academia de Belas Artes de Florença, atraindo milhares de visitantes até os dias atuais. A fachada do Palazzo Vecchio, por sua vez, recebeu uma réplica em 1910.
Em 1991, um homem atacou a escultura com uma marreta, danificando parte dos pés e pernas da estátua.
Em 2020, o David foi “clonado” usando uma impressora 3D com o objetivo de levar a estátua à Expo 2021 no Dubai. Engenheiros e restauradores usaram “as tecnologias mais avançadas disponíveis” para obter uma réplica exata em 3D da estátua. Este “clone” é o trabalho central do Pavilhão da Itália na feira mundial, Expo Dubai. A imagem foi colocada entre dois andares, não permitindo a visualização das ancas, para não ofender a moral árabe.

## Características

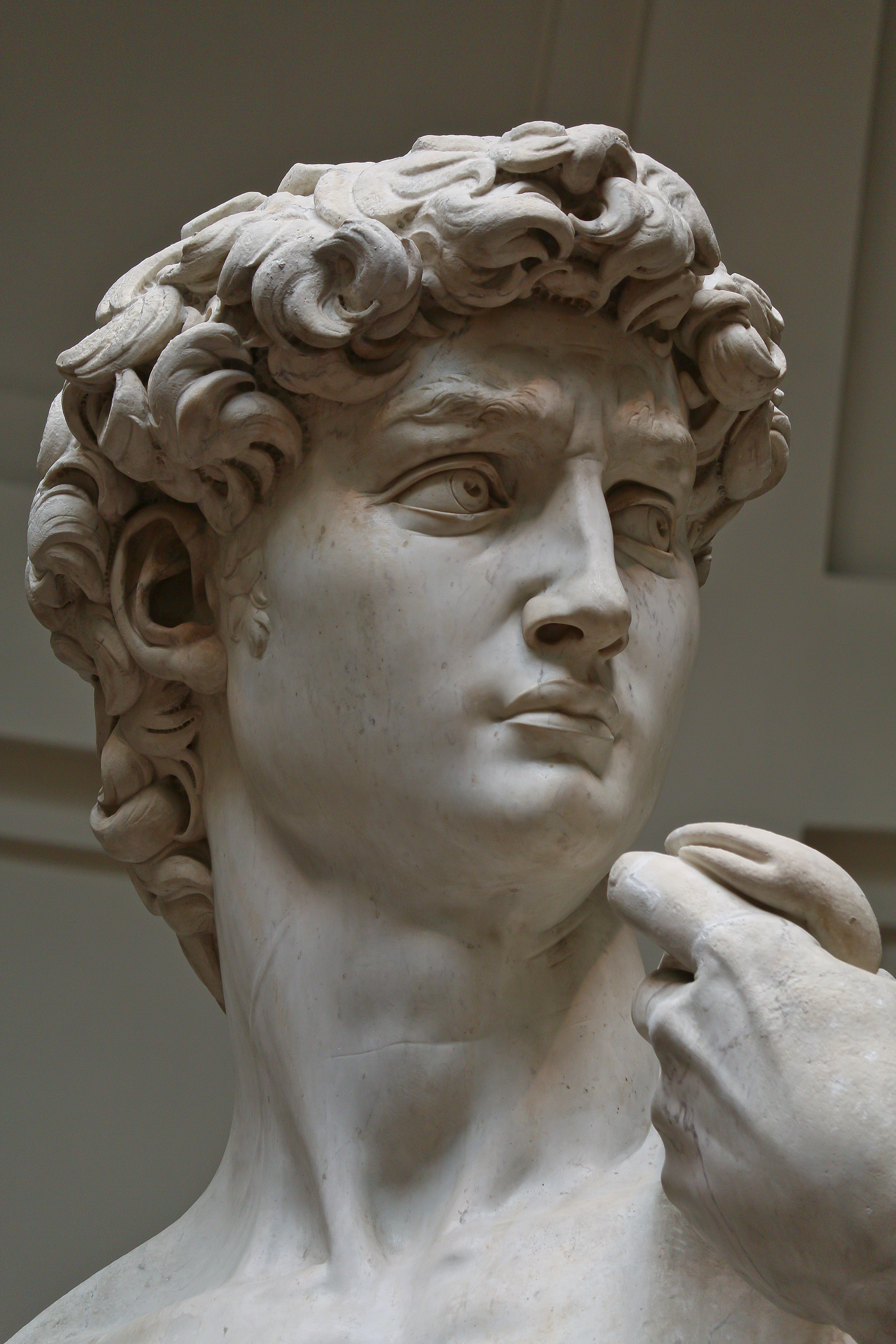
Os olhos de David estão estrategicamente voltados para Roma.

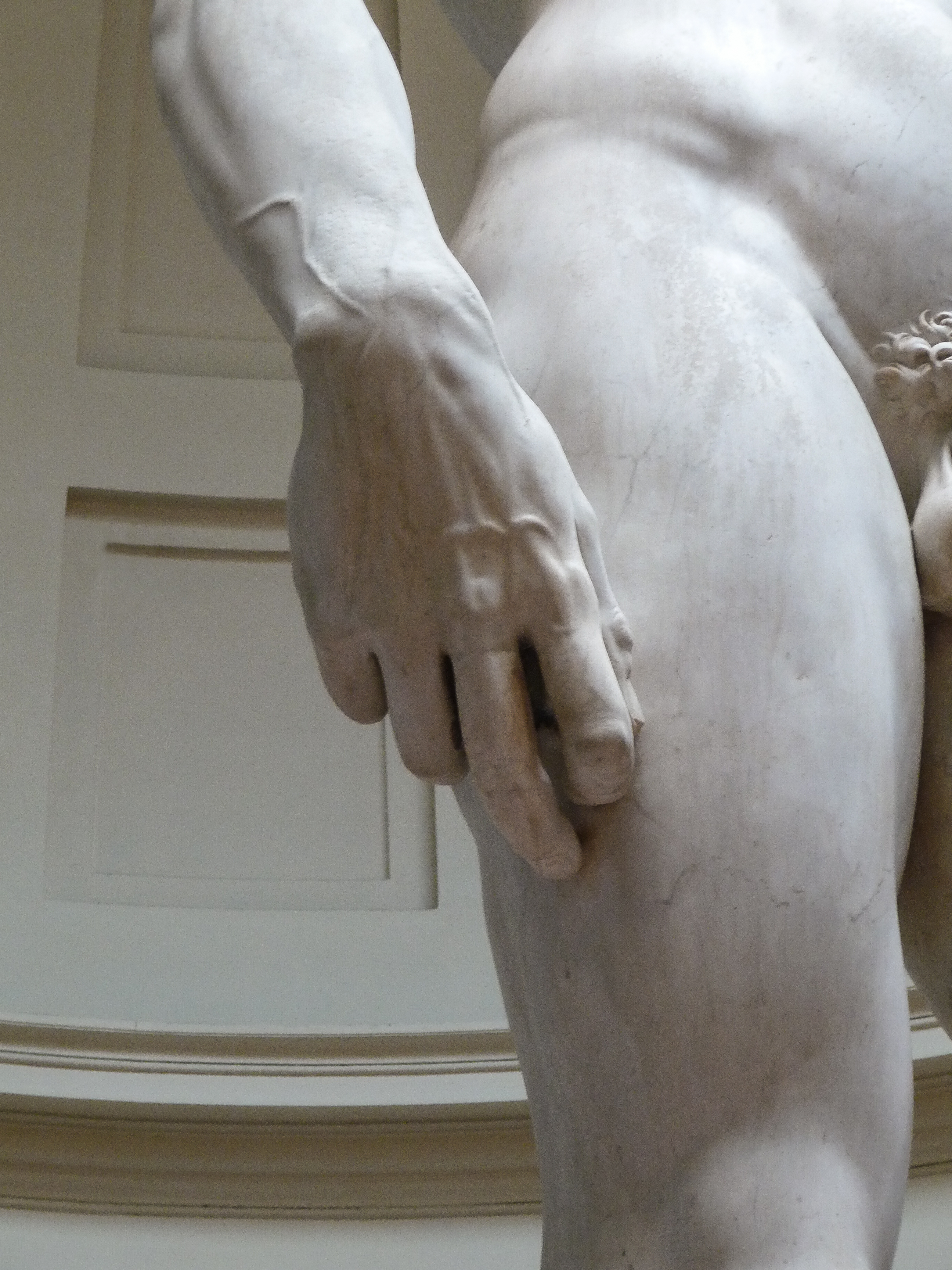
As veias sobre o braço direito reforçam o cenário de tensão em que a estátua foi concebida.

A postura de David, de Michelangelo, difere em muito das representações renascentistas do personagem. As esculturas em bronze de Donatello e Verrocchio representam o herói bíblico em postura arrojada e vitoriosa sobre ou portando a cabeça de Golias. Uma pintura de Andrea del Castagno, inclusive, retrata o jovem Davi em postura titubeante com a cabeça de Golias aos seus pés. Entretanto, nenhum outro artista florentino havia retratado o personagem sem a presença de seu algoz. De acordo com Helen Gardner e outros historiadores, David é representado nos instantes anteriores à sua mítica batalha contra Golias. Ao invés de ser demonstrado vitorioso sobre um oponente muito superior, Davi é retratado por Michelangelo tomado de tensão antes de seu confronto decisivo.
A obra parece demonstrar Davi após a decisão de confrontar Golias, mas antes da batalha propriamente dita, um momento oscilante entre escolha e atitude. Sua testa está repuxada, seu pescoço tensionado e suas veias sobressaem ao longo do braço direito. A torça de seu corpo transmite ao espectador a sensação de que o personagem está em movimento, o que foi obtido através da técnica do contrapposto. A estátua é uma reinterpretação renascentista da temática heroica grega do nu masculino. No Alto Renascimento, as posições em contrapposto eram interpretadas como um traço distintivo da escultura clássica. Este conceito ganha vida em David, uma vez que a figura parece sobrepor todo seu peso sobre uma das pernas, enquanto a outra somente lhe fornece sustentação. Esta postura clássica faz com que quadris e ombros da estátua repousem em ângulos opostos, causando uma breve curvatura em 'S' no perfil geral da obra. O contrapposto é enfatizado pela direção da cabeça à esquerda e pelas posições contrastantes dos braços. 